# Diagram elementarny
Diagram elementarny (modelu M języka pierwszego rzędu L) – zbiór zdań, które są prawdziwe w modelu M. Dokładniej:

## Definicja
Niech L(M) będzie rozszerzeniem języka L o zbiór elementów postaci ca indeksowany wszystkimi elementami modelu M. M jest modelem języka L(M), gdzie nowe elementy ca traktowane są jako stałe oraz są interpretowane jako odpowiadające im elementy a. Zbiór wszystkich zdań języka L(M), które są prawdziwe w M nazywany jest diagramem elementarnym modelu M (Marker 2002:44).